# Pányok
Pányok ist eine ungarische Gemeinde im Kreis Gönc im Komitat Borsod-Abaúj-Zemplén.

## Geografische Lage
Pányok liegt in Nordungarn, 74 Kilometer nordöstlich des Komitatssitzes Miskolc, an dem Fluss Hasdát-patak. Die Gemeinde liegt am Westrand des Zemplén-Gebirges, in gut zwei Kilometer Entfernung verläuft die Grenze zur Slowakei. Nachbargemeinden sind Abaújvár im Westen, Kéked im Norden und Zsujta im Südwesten.

## Sehenswürdigkeiten
- Denkmal zur Geschichte des Ortes (Településtörténeti emlékmű)
- Hölzerner Glockenturm (Fa harangláb)
- Reformierte Kirche, erbaut 1874, der Kirchturm wurde 1901 hinzugefügt
  - Die Orgel der Kirche aus dem Jahr 1935 stammt von dem Orgelbaumeister János Barakovits
- Traditionelle Wohnhäuser (Régi lakóházak)

## Verkehr
Pányok ist nur über die Nebenstraße Nr. 37113 zu erreichen. Der nächstgelegene Bahnhof befindet sich südwestlich in Zsujta.